# Gregorian

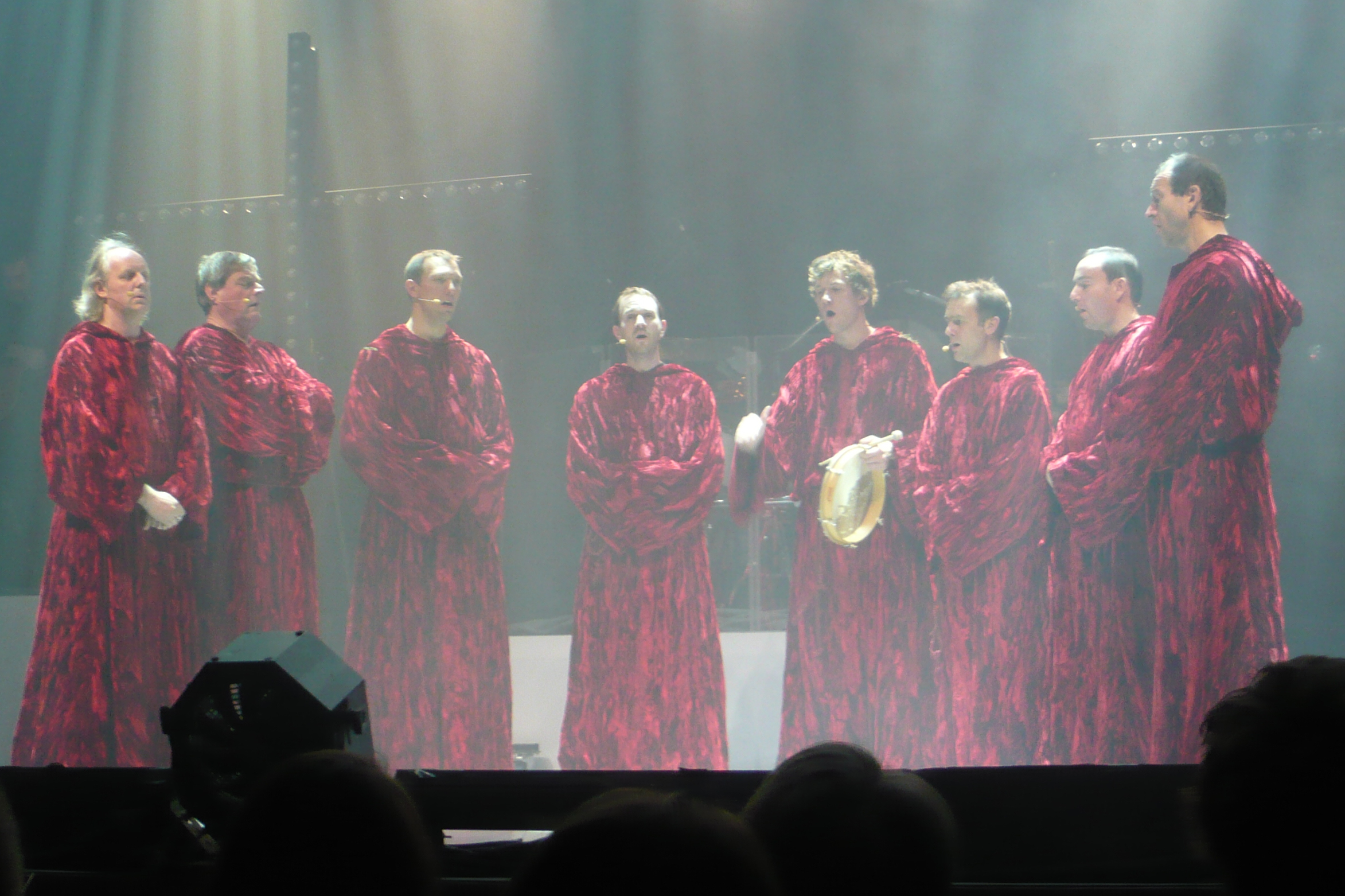
Gregorian in 2009

Gregorian is een Duitse band, die moderne rock en popmuziek op Gregoriaanse wijze vertolkt. Vanwege de instrumentale begeleiding kan de muziek echter niet als Gregoriaanse muziek bestempeld worden.
De band is door de Duitse muziekproducent Frank Peterson opgericht en in 1991 werd het eerste album Sadisfaction opgenomen, met Susana Espelleta (de toenmalige vrouw van Peterson) en Birgit Freud als eerste stem. Dit album was meer populair georiënteerd en bevatte eigen nummers, in de stijl van Enigma. Dit was een project waar Peterson ook bij betrokken was en had een jaar eerder met het Gregoriaanse Sadeness een hit.
Sadisfaction was echter het enige album met eigen nummers, want sinds 1998 staan op de muziekalbums van Gregorian populaire nummers die op Gregoriaanse wijze vertolkt worden. De criteria om als nummer in aanmerking te komen waren strikt. Zo moest een nummer te vertalen zijn tot de diatonische toonladder, zodat het op typisch Gregoriaanse wijze gezongen kon worden.

## Discografie

### Dvd's
| Dvd's met hitnoteringen in de Nederlandse Music Top 30 | Datum van verschijnen | Datum van binnenkomst | Hoogste positie | Aantal weken | Opmerkingen |
| ------------------------------------------------------ | --------------------- | --------------------- | --------------- | ------------ | ----------- |
| Live! Masters of Chant - Final chapter tour            | 2016                  | 22-10-2016            | 29              | 1            |             |